# マノエウ・モライス・アモリム
モライス（Morais）ことマノエウ・モライス・アモリム（ポルトガル語: Manoel Morais Amorim、1984年7月17日 - ）は、ブラジルのサッカー選手。ポジションはMF。

## クラブ歴
クルーベ・ジ・レガタス・ブラジルの下部組織からCRヴァスコ・ダ・ガマの下部組織に移籍しトップチームに昇格した。アトレチコ・パラナエンセへの期限付き移籍を経て、SCコリンチャンス・パウリスタに期限付き移籍し、その後完全移籍。コリンチャンスからはECバイーアに2回期限付き移籍した。
2013年にアトレチコ・ミネイロに加入して以降はクラブを転々とした。
2016年6月にインディアン・スーパーリーグのノースイースト・ユナイテッドFCに加入したが、シーズン開始前の8月30日に放出された。